# Copa de Siana

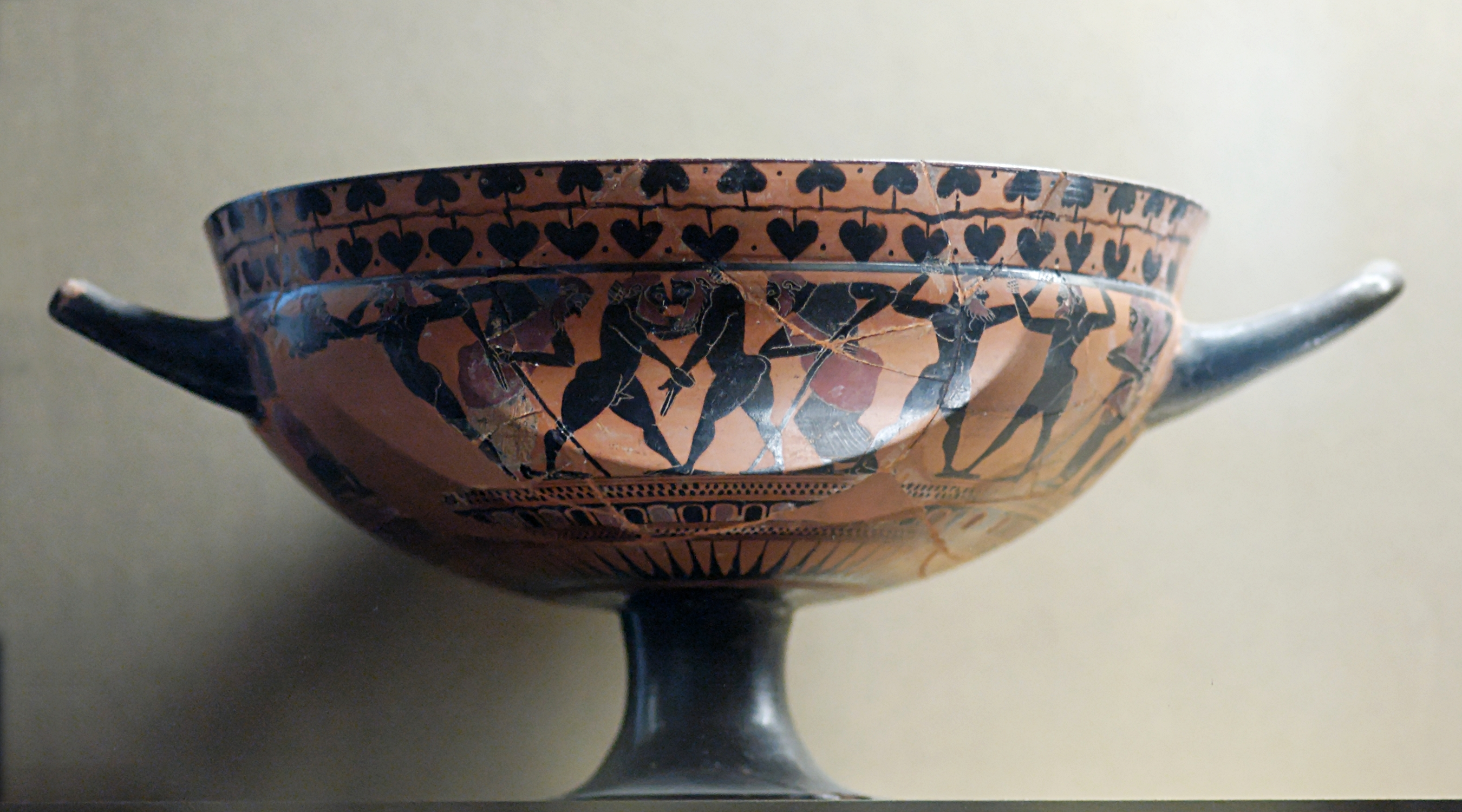
Copa de Siana de doble asa. Museo del Louvre

Copa de Siana determina un tipo de vasos áticos de figuras negras, que toma su nombre de los yacimientos en que se encontraron, la antigua ciudad de Siana en la isla de Rodas. Durante el segundo cuarto del siglo VI a. C., las copas de Siana fueron recipientes muy populares en Atenas y siguieron fabricándose durante la época de las copas de los pequeños maestros.

## Siana y Comasta
Las copas de Siana fueron sucesoras de las copas Comasta, producidas por el Grupo Comasta, cuyos últimos representantes serían los primeros en fabricar las de Siana. Las características típicas son el labio o borde, y el pie cóncavo, que es más alto que en las copas Comasta, y asas ligeramente respingonas. Una novedad la constituye el uso de tondos pintados en el interior de la copa. A menudo, estos fueron enmarcados por bandas de llamas u otra ornamentación,  y con frecuencia la imagen central era una figura humana que se ejecutaba en posición de semi-cuclillas.

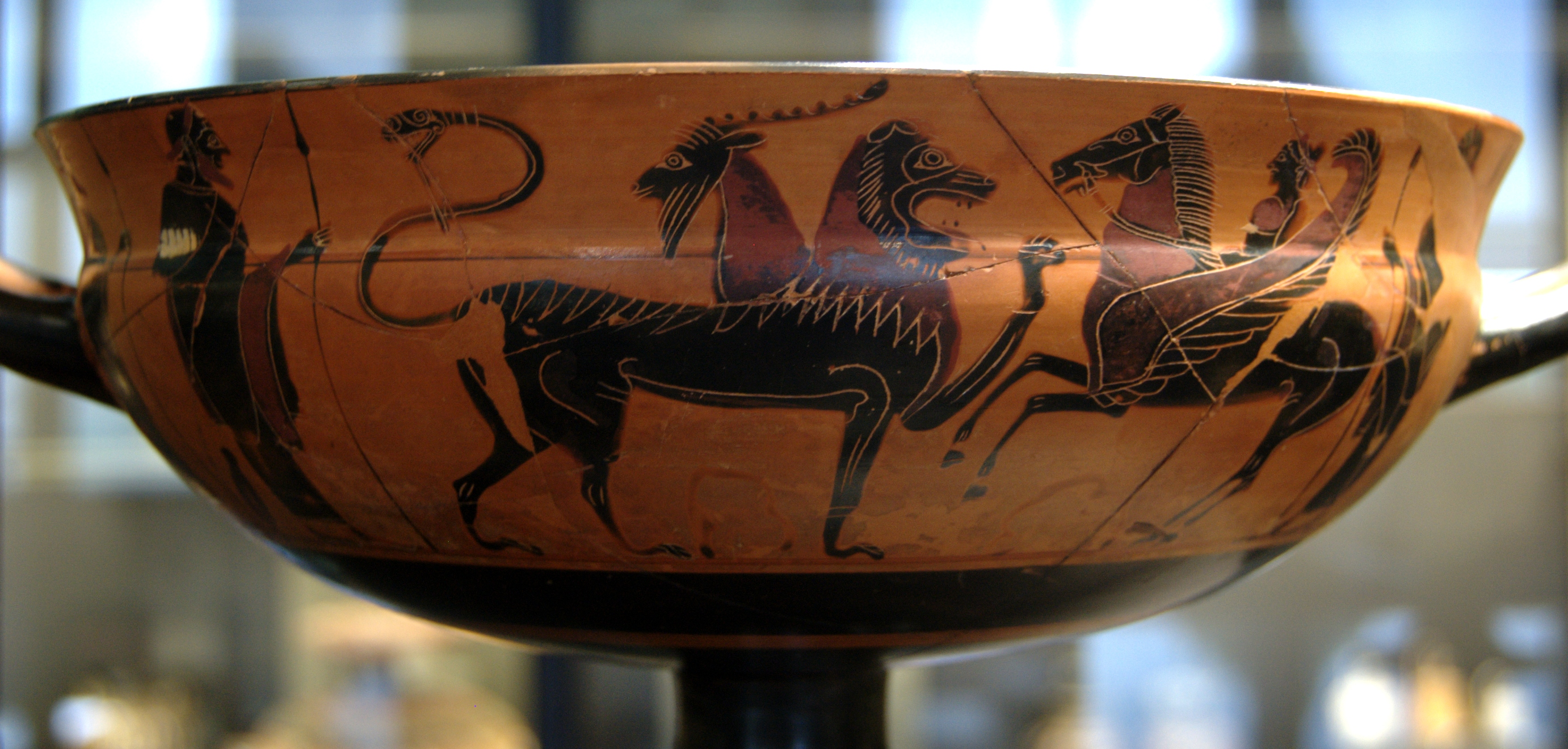
Copa de Siana pintada según el esquema de superposición por el Pintor de Heidelberg luchando con la Quimera, Ática, ca. 575/550 a. C.

Hay dos esquemas decorativos distintos para los exteriores. Algunas de las imágenes están pintadas directamente en el pliegue entre el recipiente y el borde. Se conoce como el esquema de "superposición". En otros casos, las partes superior e inferior están pintadas por separado y son  descritos como de "dos pisos". En esta esquema, el friso superior a menudo es puramente ornamental,  especialmente con motivos vegetales de hiedra o laurel. Este tipo es común en Grecia occidental. Los frisos de animales son comparativamente raros. También se introduce las decoraciones figurativas en las áreas del a asa, al igual que las palmetas. las decoraciones constituían temas populares como simposios, comastas, cabalgatas, duelos, así como escenas deportivas y mitológicas.
Varios pintores de vasos se habían especializado en la pintura de copas de Siana. Entre ellos el más importante fue el Pintor C. Otros fueron el Pintor de Atenas 553, el Pintor de Heidelberg, el Pintor de Boston CA, el Pintor de Casandra, el Pintor de la sandalia, el Pintor Cívico y el Pintor del Grifo. En la actualidad se conocen alrededor de 1000 vasos y fragmentos, una clasificación vital para su cronología. La clasificación estilística ha sido desarrollado por Herman Brijder. Un tipo especial es el llamado Copas Merrythought, con asa bifurcada.